# Copa del Mundo de Atletismo de 1985
La 3ª edición de la Copa del Mundo de Atletismo se disputó entre los días 4 y 6 de octubre de 1985 en el Canberra Stadium (Canberra, Australia).

## Clasificación por equipos
| Pos. | Team                          | Result |
| ---- | ----------------------------- | ------ |
| 1    | Estados Unidos                | 123    |
| 2    | Unión Soviética               | 115    |
| 3    | República Democrática Alemana | 114    |
| 4    | Europa                        | 97,5   |
| 5    | África                        | 81     |
| 6    | América                       | 80     |
| 7    | Oceanía                       | 65     |
| 8    | Asia                          | 39,5   |

| Pos. | Team                          | Result |
| ---- | ----------------------------- | ------ |
| 1    | República Democrática Alemana | 121    |
| 2    | Unión Soviética               | 105,5  |
| 3    | Europa                        | 86     |
| 4    | América                       | 62,5   |
| 5    | Estados Unidos                | 61     |
| 6    | Oceanía                       | 52     |
| 7    | Asia                          | 42     |
| 8    | África                        | 41     |

## Resultados por pruebas

### Masculino
| Evento                       | Oro                                                                         | Plata | Bronce |
| ---------------------------- | --------------------------------------------------------------------------- | --- | --- |
| 100 metros lisos             | Ben Johnson · Canadá · América · 10.00                                      | Chidi Imoh Nigeria África 10.11                                                                               | Frank Emmelmann República Democrática Alemana 10.17                                                         |
| 200 metros lisos             | Robson da Silva · Brasil · América · 20.44                                  | Frank Emmelmann República Democrática Alemana 20.51                                                           | Darren Clark Australia Oceanía 20.78                                                                        |
| 400 metros lisos             | Mike Franks Estados Unidos 44.47                                            | Thomas Schönlebe República Democrática Alemana 44.72                                                          | Innocent Egbunike Nigeria África 44.99                                                                      |
| 800 metros lisos             | Sammy Koskei Kenia África 1:45.14                                           | Viktor Kalinkin Unión Soviética 1:45.72                                                                       | Agberto Guimaraes · Brasil · América · 1:45.80                                                              |
| 1500 metros lisos            | Omer Khalifa Sudán África 3:41.16                                           | Olaf Beyer República Democrática Alemana 3:41.26                                                              | Igor Lotaryov Unión Soviética 3:41.92                                                                       |
| 5000 metros lisos            | Doug Padilla Estados Unidos 14:04.11                                        | Stefano Mei · Italia · Europa · 14:05.99                                                                      | Wodajo Bulti Etiopía África 14:07.17                                                                        |
| 10000 metros lisos           | Wodajo Bulti Etiopía África 29:22.96                                        | Pat Porter Estados Unidos 29:23.02                                                                            | Werner Schildhauer República Democrática Alemana 29:25.63                                                   |
| 110 metros vallas            | Tonie Campbell Estados Unidos 13.35                                         | Sergey Usov Unión Soviética 13.62                                                                             | Jörg Naumann República Democrática Alemana 13.76                                                            |
| 400 metros vallas            | Andre Phillips Estados Unidos 48.42                                         | Aleksandr Vasilyev Unión Soviética 48.61                                                                      | Harald Schimid Alemania Occidental Europa 48.83                                                             |
| 3000 metros obstáculos       | Julius Kariuki Kenia África 8:39.51                                         | Henry Marsh Estados Unidos 8:39.55                                                                            | Graeme Fell · Canadá · América · 8:40.30                                                                    |
| Salto de altura              | Patrik Sjöberg · Suecia · Europa · 2.31                                     | Jim Howard Estados Unidos 2.28                                                                                | Javier Sotomayor · Cuba · América · 2.28                                                                    |
| Salto con pértiga            | Sergey Bubka Unión Soviética 5.85                                           | Philippe Collet Francia Europa 5.50                                                                           | Tim Bright Estados Unidos 5.40                                                                              |
| Salto de longitud            | Mike Conley Estados Unidos 8.20                                             | Robert Emmiyan Unión Soviética 8.09                                                                           | László Szalma · Hungría · Europa · 7.95                                                                     |
| Triple salto                 | Willie Banks Estados Unidos 17.58                                           | Oleg Protsenko Unión Soviética 17.47                                                                          | Khristo Markov Bulgaria Europa 17.13                                                                        |
| Lanzamiento de peso          | Ulf Timmermann República Democrática Alemana 22.00                          | Sergey Smirnov Unión Soviética 21.72                                                                          | Alessandro Andrei · Italia · Europa · 21.14                                                                 |
| Lanzamiento de disco         | Georgiy Kolnootchenko Unión Soviética 69.08                                 | Jurgen Schult República Democrática Alemana 68.30                                                             | Luis Delís · Cuba · América · 67.60                                                                         |
| Lanzamiento de martillo      | Jüri Tamm Unión Soviética 82.12                                             | Günther Rodehau República Democrática Alemana 78.44                                                           | Jud Logan Estados Unidos 76.88                                                                              |
| Lanzamiento de jabalina      | Uwe Hohn República Democrática Alemana 96.96                                | Heino Puuste Unión Soviética 87.40                                                                            | Tom Petranoff Estados Unidos 87.34                                                                          |
| Relevos 4 x 100 metros lisos | Harvey Glance Kirk Baptiste Calvin Smith Dwayne Evans Estados Unidos 38.10  | Desai Williams Canadá · Robson da Silva Brasil · Leandro Peñalver Cuba · Ben Johnson Canadá · América · 38.31 | Nikolay Yushmanov Aleksandr Semyonov Alexsandr Yevgenyev Vladimir Muravyov Unión Soviética 38.35            |
| Relevos 4 x 400 metros lisos | Walter McCoy Andre Phillips Ray Armstead Mike Franks Estados Unidos 3:00.71 | Frank Möller Mathias Schersing Guido Lieske Thomas Schönlebe República Democrática Alemana 3:00.82            | Bruce Frayne Australia Gary Minihan Australia Alan Ozolins Australia Darren Clark Australia Oceanía 3:01.35 |

### Femenino
| Evento                       | Oro | Plata                                                                                      | Bronce |
| ---------------------------- | --- | ------------------------------------------------------------------------------------------ | --- |
| 100 metros lisos             | Marlies Göhr República Democrática Alemana 11.10                                                           | Grace Jackson Jamaica América 11:30 Marina Zhirova Unión Soviética 11.30                   | |
| 200 metros lisos             | Marita Koch República Democrática Alemana 21.90                                                            | Grace Jackson Jamaica América 22.61                                                        | Marina Zhirova Unión Soviética 22.66 |
| 400 metros lisos             | Marita Koch República Democrática Alemana 47.60 Récord Mundial                                             | Olga Vladykina Unión Soviética 48.27                                                       | Lillie Leatherwood Estados Unidos 50.43                                                                                                   |
| 800 metros lisos             | Christine Wachtel República Democrática Alemana 2:01.57                                                    | Jarmila Kratochvilova Checoslovaquia Europa 2:01.99                                        | Nadezhda Olizarenko Unión Soviética 2:02.17                                                                                               |
| 1500 metros lisos            | Hildegard Körner República Democrática Alemana 4:10.86                                                     | Ravilya Agletdinova Unión Soviética 4:11.21                                                | Doina Melinte · Rumania · Europa · 4:19.66                                                                                                |
| 3000 metros lisos            | Ulrike Bruns República Democrática Alemana 9:14.65                                                         | Tatiana Pozdnyakova Unión Soviética 9:15.65                                                | Cindy Bremser Estados Unidos 9:21.15 |
| 10000 metros lisos           | Aurora Cunha Portugal Europa 32:07.50                                                                      | Mary Knisely Estados Unidos 32:19.93                                                       | Olga Bondarenko Unión Soviética 32:27.70                                                                                                  |
| 100 metros vallas            | Cornelia Oschkenat República Democrática Alemana 12.72                                                     | Ginka Zagorcheva Bulgaria Europa 12.72                                                     | Svetlana Gusarova Unión Soviética 13.01                                                                                                   |
| 400 metros vallas            | Sabine Busch República Democrática Alemana 54.44                                                           | Judi Brown-King Estados Unidos 55.10                                                       | Debbie Flintoff Australia Oceanía 55.34                                                                                                   |
| Salto de altura              | Stefka Kostadinova Bulgaria Europa 2.00                                                                    | Tamara Bykova Unión Soviética 1.97                                                         | Susanne Helm República Democrática Alemana 1.97                                                                                           |
| Salto de longitud            | Heike Drechsler República Democrática Alemana 7.27                                                         | Galina Chistyakova Unión Soviética 7.00                                                    | Carol Lewis Estados Unidos 6.88 |
| Lanzamiento de peso          | Natalya Lisovskaya Unión Soviética 20.69                                                                   | Heike Hartwig República Democrática Alemana 19.98                                          | Helena Fibingerova Checoslovaquia Europa 19.17                                                                                            |
| Lanzamiento de disco         | Martina Opitz República Democrática Alemana 69.78                                                          | Galina Savinkova Unión Soviética 67.30                                                     | Maritza Martén · Cuba · América · 66.54                                                                                                   |
| Lanzamiento de jabalina      | Olga Gavrilova Unión Soviética 66.80                                                                       | Petra Felke República Democrática Alemana 66.22                                            | Fatima Whitbread Reino Unido Europa 65.12                                                                                                 |
| Relevos 4 x 100 metros lisos | Silke Gladish Sabine Rieger Ingrid Auerswald Marlies Göhr República Democrática Alemana 41.37 Record Mundo | Antonina Nastoburko Natalya Bochina Marina Zhirova Elvira Barbashina Unión Soviética 42.54 | Iwona Pakula Polonia · Ginka Zagorcheva Bulgaria · Ewa Pisiewicz Polonia · Ewa Kaspryzk Polonia · Europa · 43.38                          |
| Relevos 4 x 400 metros lisos | Kirsten Emmelmann Sabine Busch Dagmar Neubauer Marita Koch República Democrática Alemana 3:19.49           | Tatyana Alekseyeva Irina Nazarova Mariya Pinigina Olga Vladykina Unión Soviética 3:20.60   | Rositsa Stamenova Bulgaria · Erica Rossi Italia · Alena Bulirova Checoslovaquia · Jarmila Kratochvilova Checoslovaquia · Europa · 3:28.47 |